# Station Shrewsbury
Shrewsbury is een spoorwegstation van National Rail in Shrewsbury, hoofdstad van Shropshire in Engeland. Het station is eigendom van Network Rail en wordt beheerd door Transport for Wales. Het station is Grade II listed en ligt naast Shrewsbury Castle en de voormalige Dana Prison.